# Rybniční hráz

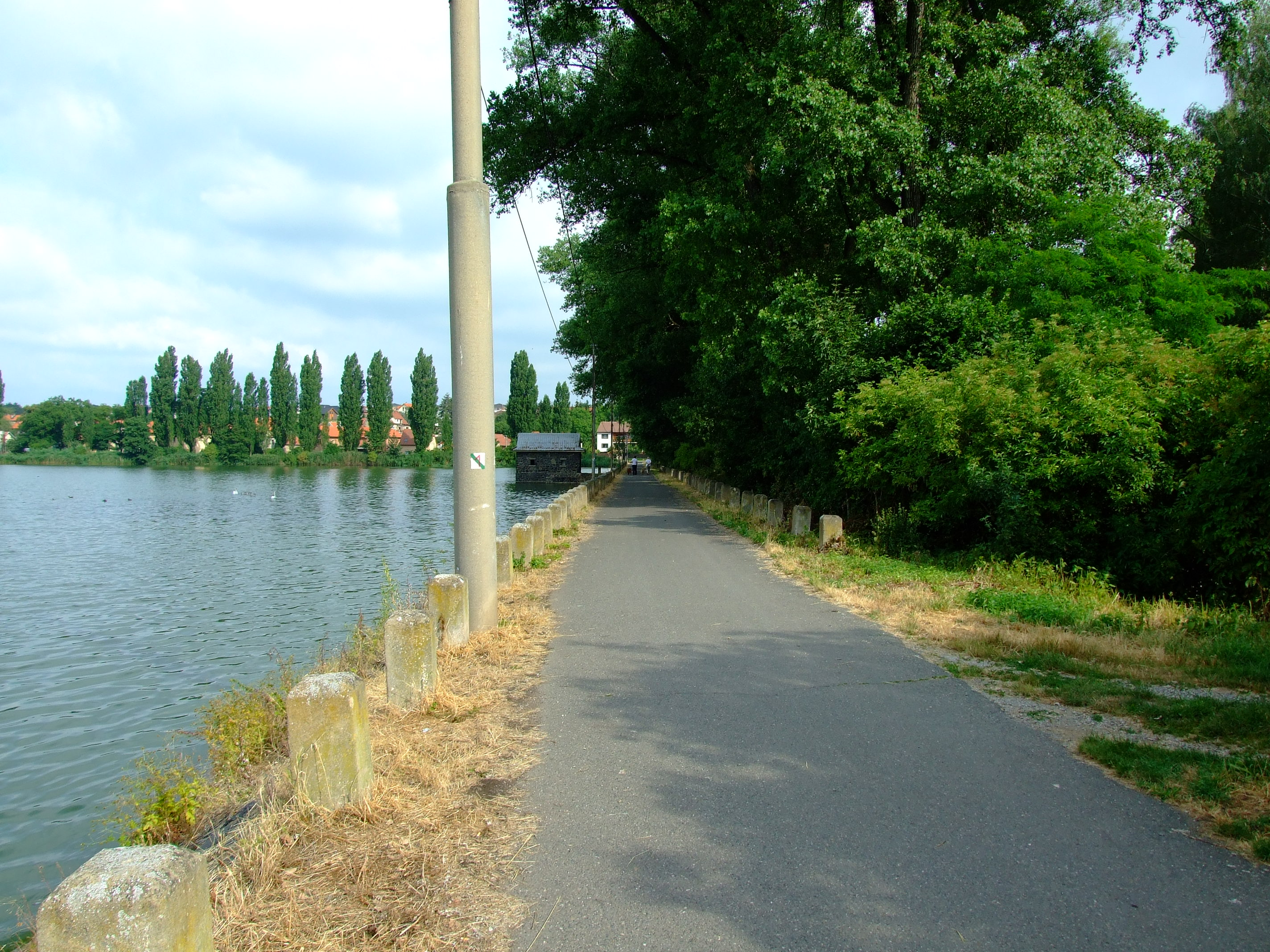
hráz Litovického rybníka

Rybniční hráz (též hráz rybníka) je stavba, která zadržuje vodu v rybnících. Hráze obvykle mívají tzv. návodní stranu (svah do vody), vzdušnou stranu (vnější svah), patu (přechod svahu hráze do okolní krajiny) a korunu (nejvyšší část hráze). Ve specifických případech může hráz oddělovat dva různé rybníky, takže vzdušná strana chybí.

## Stavba

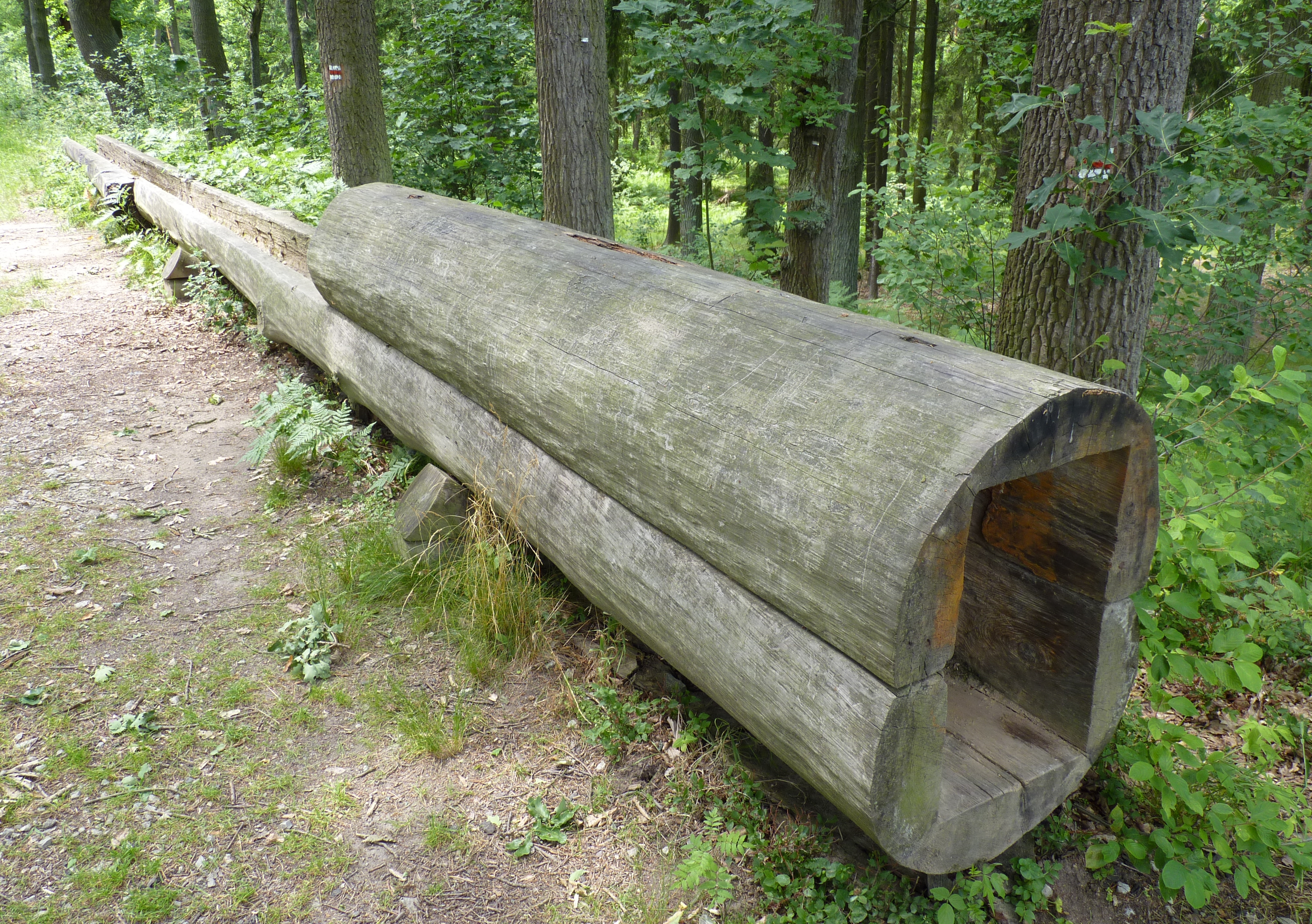
historická výpustní trubka u rybníka Rožmberk, výpusť Adolfka

Hráze rybníků byly tradičně budovány z kamene a hlíny. Důležité bylo zajistit vodotěstnost a odolnost proti vlnám, což se řešilo ideálně kamennou dlažbou.
V nejhlubším místě je umístěno zařízení, které slouží k úplnému vypuštění vody. V malých rybnících se k tomuto účelu používala trubka zvaná podžeračka, případně poltruba, která se skládá ze dvou dílů. V té je umístěn čep (fakticky zátka), který může nahrazovat i stojan – dutá vertikální roura, přes jejíž okraj přepadává voda do podžeračky. K uzavírání poltrub mohou být použita i stavidla. Další ze systémů pro odvádění vody se nazývá kbel (neboli mnich) skládající se z podžeračky kombinované s vertikálním či šikmým nástavcem překrytým prkénky (dluže), jimiž je možné odvod vody uzavřít do potřebné výšky.
Pokud je třeba nepovolaným osobám zabránit manipulací se zařízením, bývají tyto prvky zahrnuty do stavení zvaných vazby, barborky či bašty. Ty zároveň slouží jako obydlí.
K odvádění vody v případě záplav a nastavení výšky hladiny slouží splavnice, kde může voda volně přepadávat. Zřizuje se obvykle při okraji hráze. Splavnice se skládá z adekvátního počtu otvorů uzavřených stavidly. Horní okraj stavidlových okenic je navržen s ohledem na žádanou výšku hladiny rybníka. Otvory stavidel musí odpovídat maximálnímu možnému přítoku, aby stíhaly odvádět vodu i při povodních a nedošlo k prolomení hráze. Splavnice mohou být dřevěné či zděné, stavidla dřevěná nebo kovová.
Nad splavnicí a kolem čepu nesmějí chybět brlení – řada tyčí (kulatých či hranatých, železných nebo dřevěných) zvaných brle, které zabraňují úniku ryb. Pokud je rybník napájen potokem nebo říčkou, nemělo by chybět brlení i na jeho vstupu, aby ryby neunikaly proti proudu.

## Ekologický význam

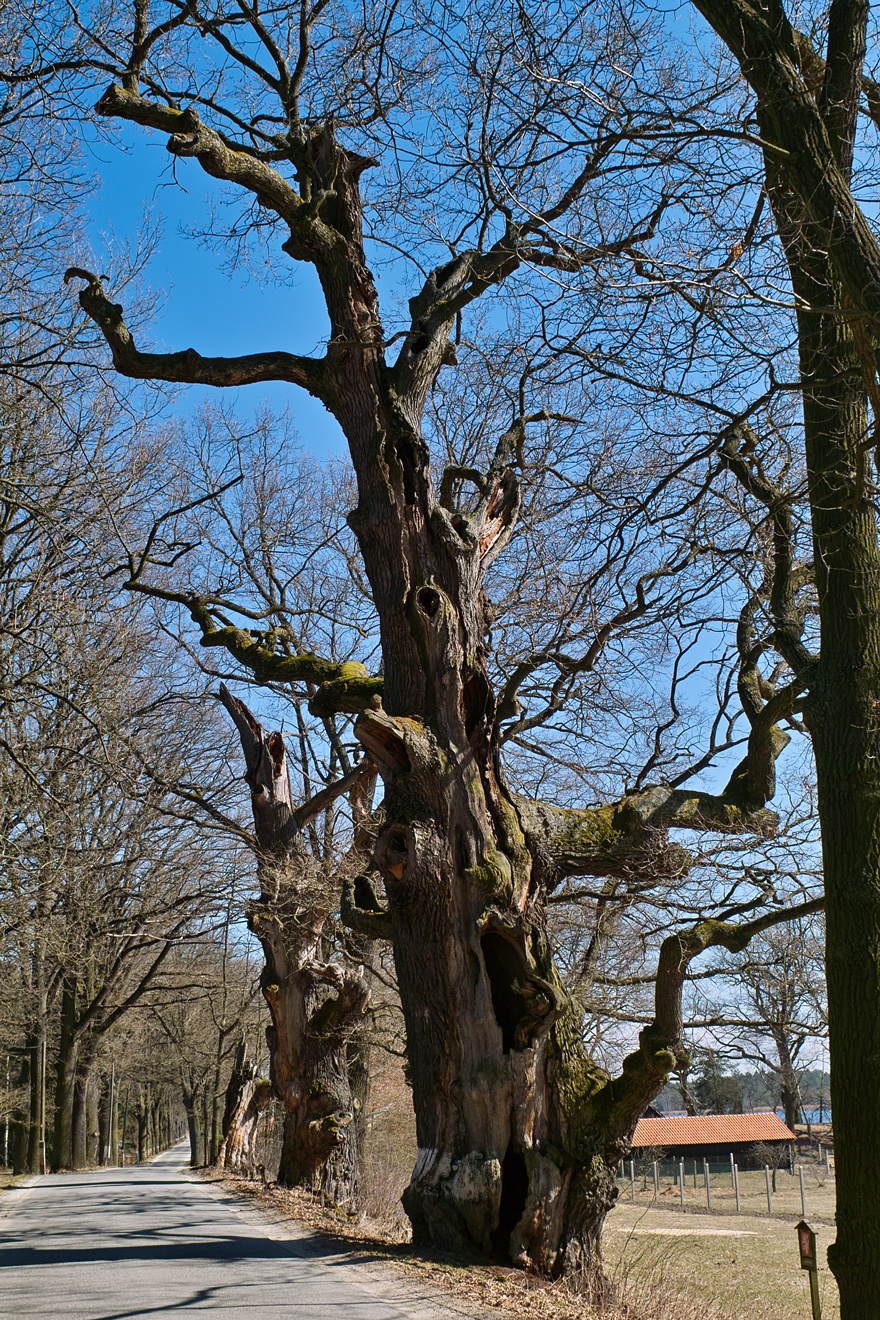
vzdušná strana hráze rybníka Starý Vdovec s původními duby starými přes 400 let

Ke zpevňování hrází se tradičně využívaly duby. Právě dubové porosty v kombinaci se svahovitým a sluncem exponovaným profilem vytvářejí vhodné stanoviště pro řadu teplomilných živočichů, rostlin a hub. Některé z nich se v rámci České republiky vyskytují převážně nebo výlučně právě na hrázích rybníků.

### Živočichové
Mezi obyvatele hrází patří brouci vázaní na staré duby, případně jejich tlející dřevo:
- Roháč obecný – vázaný na tlející dřevo především v dutinách dubů
- Tesařík obrovský – vázaný na staré živé duby
- Páchník hnědý – vázaný na tlející dřevo v dutinách dubů

### Rostliny
Krom samotných dubů, které v některých případech dosahují výjimečného stáří (některé duby na Třeboňsku pocházejí z doby založení rybníků a dosahují stáří kolem 400 let) se na řadě hrází vyskytuje subxerofilní a xerofilní vegetace.

### Houby

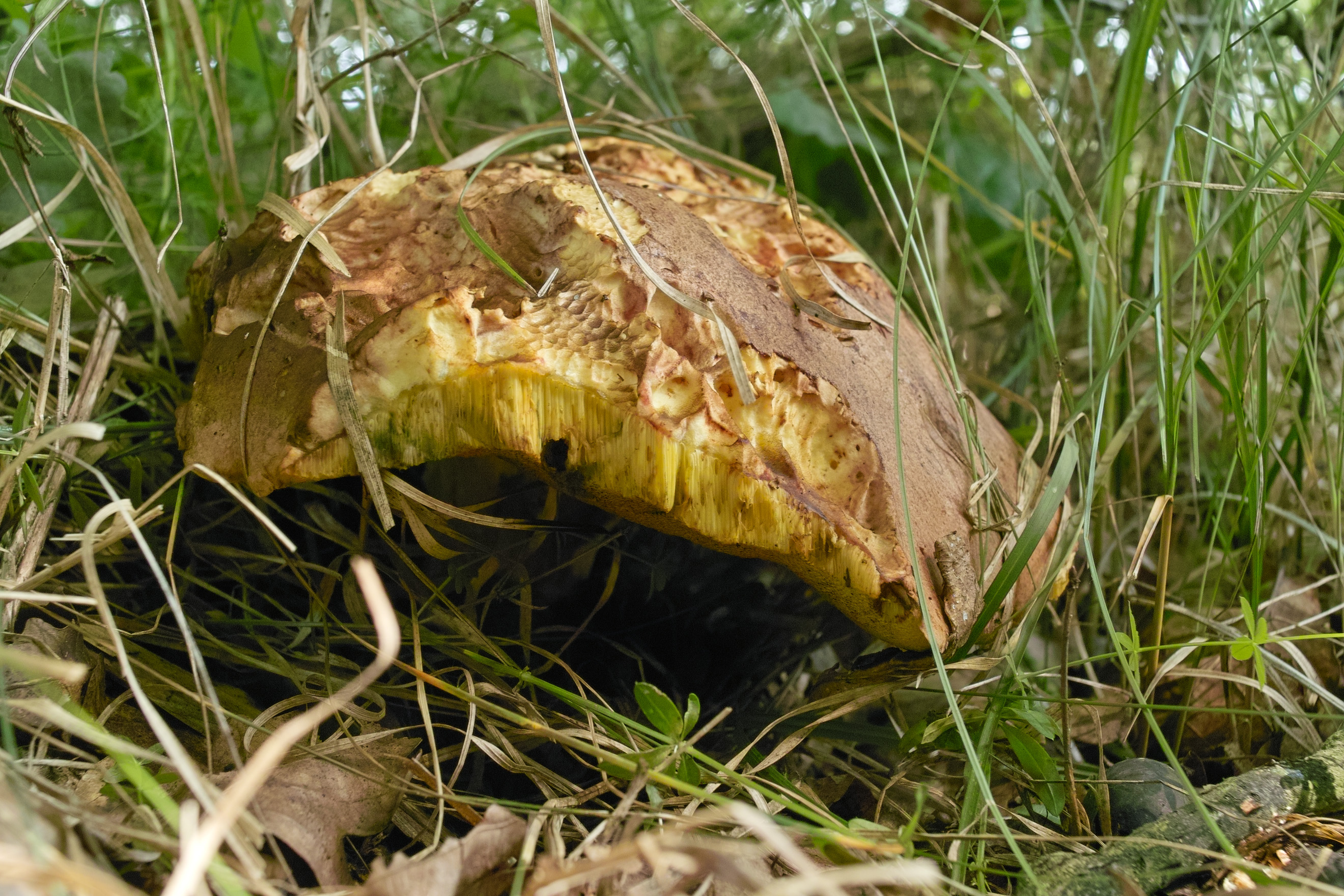
Hřib přívěskatý

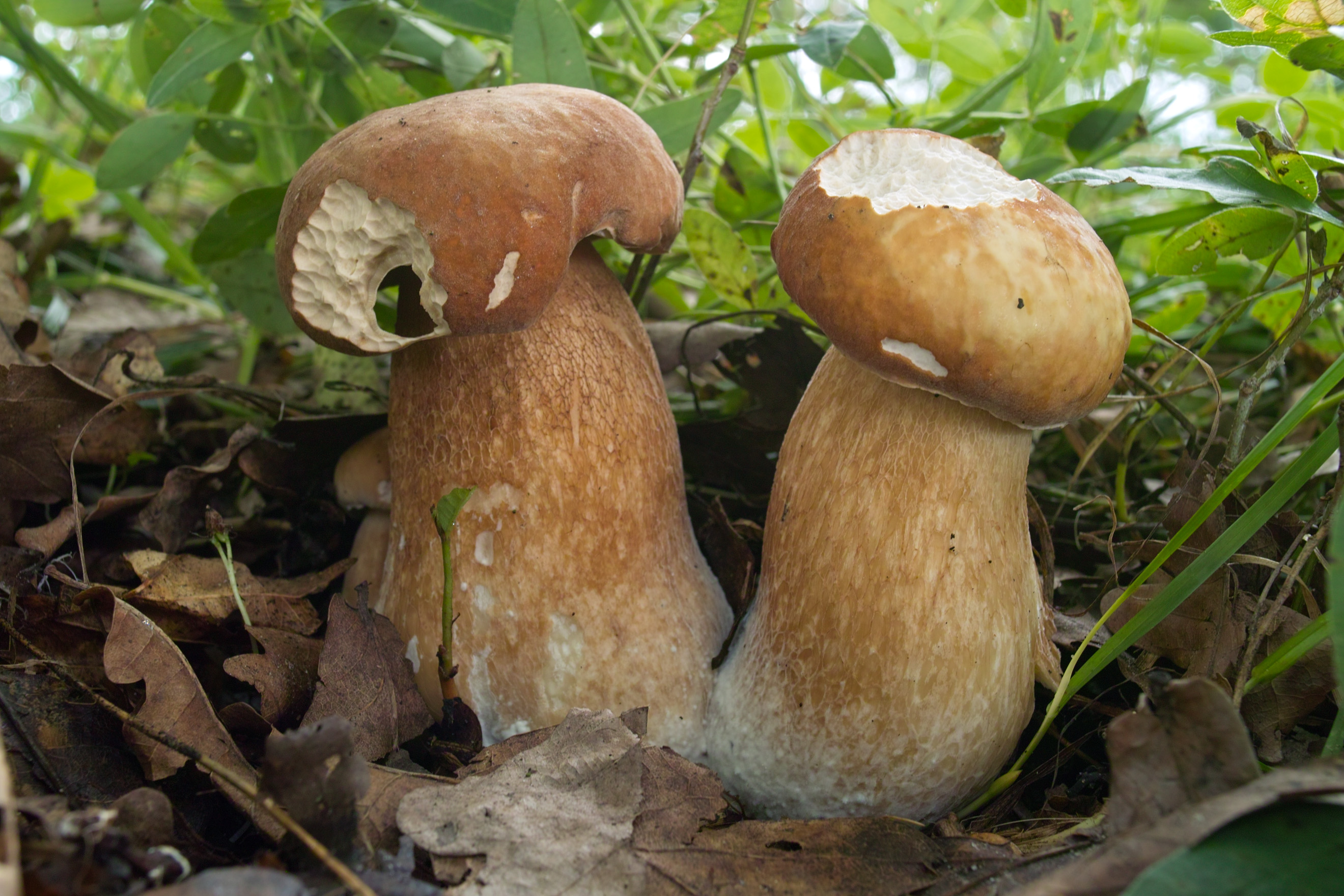
Hřib dubový

Pro hráze rybníků jsou typické mj. následující druhy hřibů – některé z nich patří mezi teplomilné, suchomilné, případně vzácné – zařazené do červeného seznamu:
- hřib bronzový – vzácný (červený seznam, VU – zranitelný)[2]
- hřib červený[3]
- hřib dubový[4]
- hřib koloděj
- hřib kovář
- hřib královský – vzácný (červený seznam, EN – ohrožený, zákonem chráněný)[2]
- hřib Le Galové – vzácný (červený seznam, VU – zranitelný)[2]
- hřib medotrpký[4] – vzácný
- hřib moravský – vzácný (červený seznam, CR – kriticky ohrožený, zákonem chráněný)[2]
- hřib plavý – vzácný (červený seznam, NT – téměř ohrožený)[2]
- hřib pružný – vzácný (červený seznam, VU – zranitelný)[2]
- hřib přívěskatý – vzácný (červený seznam, NT – téměř ohrožený)[2]
- hřib rubínový – vzácný (červený seznam, EN – ohrožený)[2]
- hřib rudonachový – vzácný (červený seznam, CR – kriticky ohrožený)[2]
- hřib růžovník – vzácný (červený seznam, CR – kriticky ohrožený)[2]
- hřib satanovitý – vzácný, příbuzný hřibu satana
- hřib skvrnitý[4] – vzácný (červený seznam, VU – zranitelný)[2]
- hřib Špinarův – vzácnější forma hřibu Le Galové

V důsledku vápnění rybníků (případně zpevňování cest materiály s obsahem vápníku) se na těchto lokalitách mohou bez ohledu na chemismus podloží vyskytovat i bazifilní či kalcifilní druhy. Z výše jmenovaných to jsou především hřib královský (byť se na hrázích vyskytuje v menší míře, v jižních Čechách však prakticky jen na hrázích), hřib přívěskatý, hřib rudonachový a hřib skvrnitý. Existují i vápenomilné druhy, které se obvykle na hrázích rybníků nevyskytují – hřib Fechtnerův, hřib nachový a hřib satan.